# Té de hierbas chino

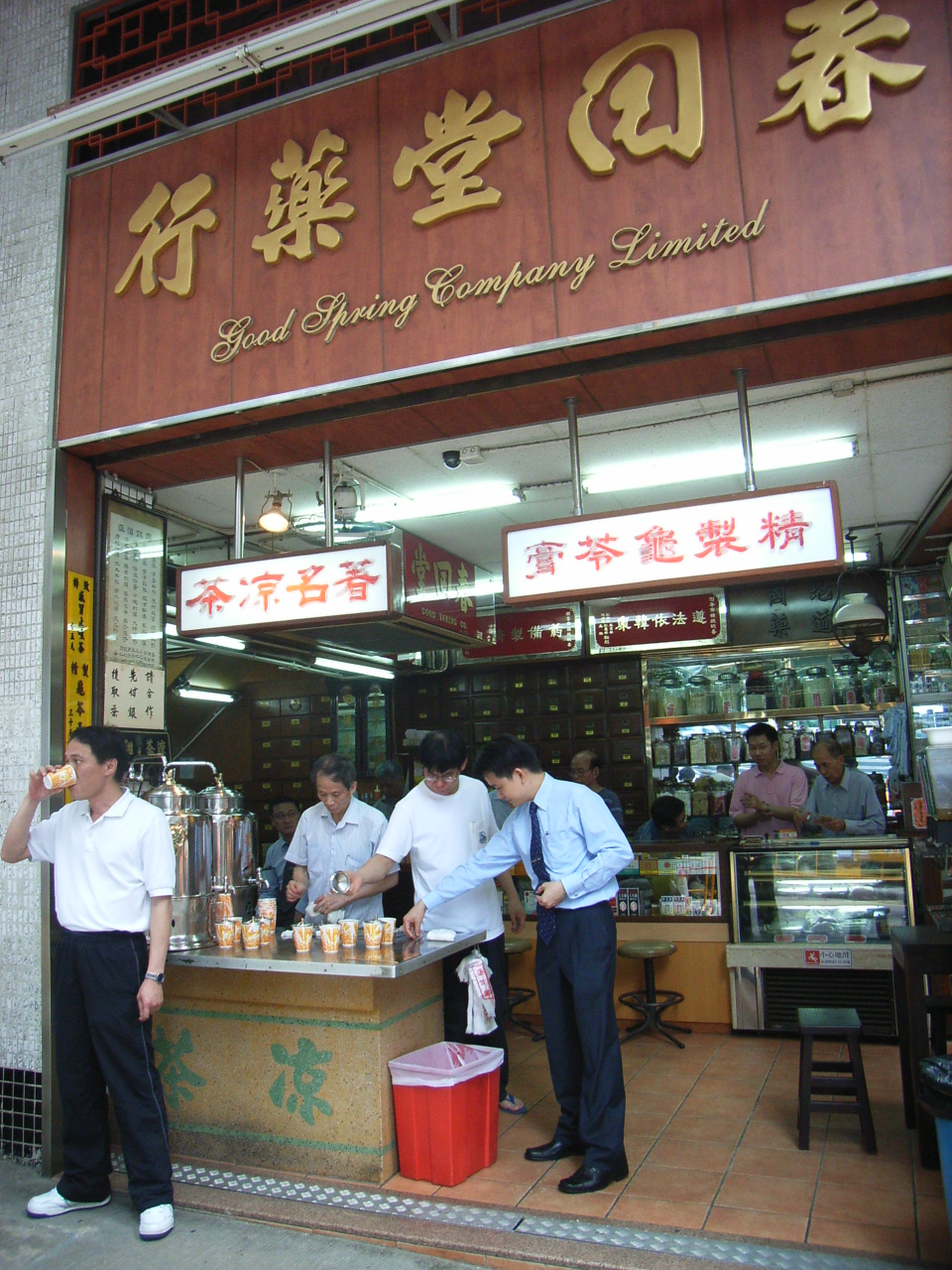
Una famosa tienda de té de hierbas chino en el centro de Hong Kong.

El té de hierbas chino o té de hierbas medicinal es un tipo de Tisana hecha únicamente con hierbas medicinales chinas en Guangdong (China). Suele tener un sabor amargo a ligeramente dulce; y su color es típicamente negro o marrón oscuro, según las hierbas empleadas. Aunque se le llama «té», rara vez contiene alguna parte de la planta del té.
El clima de Guangdong es subtropical, principalmente cálido y húmedo. Los cantoneses cuecen lo que llaman hierbas «refrescantes» en la medicina tradicional china para obtener el té de hierbas, que se toma para aliviar el «calor» y «humedad» del cuerpo. Por esto este té herbal se llama ‘té frío’ o ‘té refrescante’ en chino.
Hay muchos tipos de té de hierbas chino refrescantes. Se considera que diferentes variedades curan o alivian distintas enfermedades. Algunas se consumen para aliviar el dolor de garganta, otras la gripe y otras una variedad de achaques.
El té refrescante es bastante popular en Guangdong, Macao y Hong Kong, así como en otras ubicaciones subtropicales. Muchas familias hacen su té en casa. Algunas son especialistas en té de hierbas y abren sus propias tiendas, vendiendo distintas variedades. Algunas de estas tiendas llevan abiertas más de 150 años en Guangzhou y 50–60 en Hong Kong, donde no es difícil encontrar estos establecimientos.
En los años 1990 y 2000 el "té" de hierbas se comenzó a industrializar, al ser preparado a mayor volumen y ser embotellado, enlatado y envasado por algunos especialistas y comercializado en supermercados de Asia y de otros lugares; ello a medida que cada vez menos familias tienen tiempo para prepararlo en casa.